# حسين نصر
سيد حسين نصر ولد في (7 أبريل 1933 م) في العاصمة الإيرانية طهران ، هو فيلسوف إسلامي معاصر يعمل أستاذا في قسم الدراسات الإسلامية في جامعة جورج واشنطن، وهو فيلسوف إيراني بارز، ولديه العديد من المؤلفات والمقالات.
اشتهر سيد حسين نصر في مجال مقارنة الأديان والصوفية وفلسفة العلم والميتافيزيقيا فلسفته تتضمن نقد ورفض شديد للحداثة وتأثيرها السلبي على روح الإنسان.

## نبذة عن حياته
وُلِدَ حسين نصر في 7 أبريل 1933 في العاصمة الإيرانية طهران لعائلة تنحدر من سلالة أطباء ورجال دين معروفين. كان والده ولي الله نصر طبيبًا معروفًا، وأديبًا وباحثًا، ومن أبرز الذين صاغوا نظام التعليم الجديد في إيران. ينتهي نسب حسين نصر إلی النبي محمد  ولذلك يقدّم حسين نصر كلمة «سيّد» قبل اسمه؛وهو لقب تبجيل، يؤشر للانتماء إلی هذا النسب الشريف، المتداول في المجتمع الإيراني. كان جدّه أحمد نصر طبيبًا لملك فارس مظفر الدين شاه وقد مَنَحَهُ الملك لقب نصرالأطبّاء تقديرًا لخدماته وشكرًا لمجهوداته؛ وَمِن هُنا يأتي اسم عائلة حسين نصر. أمّا والدته فهي حفيدة الشيخ فضل الله النوري الذي أعدم سنة 1906 أيام الثورة الدستورية، والمعروف بشهید المشروطة.

### رحلته الأولی إلی الغرب
عندما أتمّ حسين نصر دراسته الابتدائية في مدرسة قريبة من منزله في طهران، قرر والده أن يرسله إلی الولايات المتحدة ليستكمل دراسته هناك. فودع حسين نصر والديه ورحل من وطنه إلی نيويورك وهو ابن اثني عشر سنة. أتمّ نصر دراسته الثانوية في مدرسة بيدي في نيوجرسي؛ ثُمَّ حصل علی البكالوريوس في الفيزياء من جامعة إم.آی.تي وعلی الماجيستر في الجيولوجيا والجغرافية الفيزيائية من جامعة هارفارد. وفي العام 1958، حصل علی درجة الدكتوراة في الفلسفة وتاريخ العلوم أيضًا من جامعة هارفارد؛ لكنّه كان يبحث عن شیء آخر، كما جاء في سيرته الذاتية: "ذات مرة، جاء الأستاذ بيرتراند راسل إلی جامعتنا وقال لنا أنَّ الفيزياء لا تتحدث عن حقائق الأشياء ولا عن ماهياتها. فَصَدّقتُ قوله وعرفتُ يقينًا أنَّ الفيزياء لَيسَت ضالتي. فأتممتُ دراساتي في مجال الفيزياء لكن قلبي بقي مع الحكمة الإلهية والإسلامية."

### عودته ونشاطه في إيران
في عام 1958، رجع حسين نصر إلی إيران وهو بعمر 25 عامًا، فعمل أستاذًا مساعدًا لتاريخ العلوم والفلسفة الغربية بكلية الآداب في جامعة طهران، وأمينًا لمكتبة الكلية لمدة عشر سنوات. استطاع أن يحصل علی درجة الأستاذية بعمر 30 عامًا.
اهتم نصر بعد عودته مباشرة إلی إيران بدراسة الفلسفة الإسلامية والعرفان، وحرص علی تلقّي هذه المعارف ودراستها تبعًا للأسلوب التقليدي، فلذلك التحق بالمدرسة الدينية المشهورة بمدرسة سبهسالار. فباشر بحضور دروس السيد محمد کاظم العصار في شرح منظومة الملاهادی السبزواري؛ المنظومة هذه متن في الحكمة المتعالية، مدوّن في القرن الثالث عشر الهجري. كذلك درس أشعة اللمعات لعبد الرحمن الجامي، وهو متن في العرفان النظري، مدوّن في القرن التاسع. تلقی نصر الفقه والعلوم الشرعية أيضًا علی يد الشيخ محمد کاظم العصّار.
وتعرف أيضًا علی السيد محمد حسين الطباطبائي وكان حسین نصر تلميذًا للطبطبائي لمدة عشرين عامًا. درس عليه الحکمة المتعالية، والعرفان، والفلسفة. وكان يواظب بمعية داريوش شايغان وآخرين علی حضور الحلقة النقاشية بين العلامة الطباطبائي والمستشرق الفرنسي هنري كوربين.
حضر سيّد حسين نصر أيضًا علی السيد أبو الحسن الرفيعي القزويني، لمدة خمس سنوات، دراسة الأسفار الأربعة لملا صدرا الشيرازي؛ ودرس كتاب الإنسان الكامل لعبد الكريم الجيلي، عند مهدي إلهي قمشئي، وقسمًا من شرح الإشارات لنصير الدين الطوسي لدی جواد مصلح.
سافر الدكتور نصر، أثناء إقامته بإيران، إلی مصر ولقي هناك العديد من المفكرين المصريين؛ وسافر أيضًا إلی المغرب العربي لأنّه كان متأثراً بالشيخ الصوفي الجزائري أحمد العلاوي. قضی الدكتور نصر سنة دراسية واحدة في الجامعة الأميركية في بيروت ولقي هناك الزاهدة الكبری السيدة فاطمة اليشرطية وكان له في بيروت حوارات علمية كثيرة مع العلماء اللبنانيين.

### المناصب التي شغلها
كان الدكتور نصر أستاذًا في جامعة طهران؛وفي السنوات الأربع 1968-1972، أضحی نصر عميدًا لكلية الآداب وكان لمدة معاونًا لرئيس جامعة طهران. ثمّ في 1972-1975 ترأس الدكتور نصر جامعة آريامهر الصناعية (جامعة شريف الصناعية حاليًا)؛ وأسّس حسين نصر الأكاديمية الإيرانية للفلسفة، وكان أول رئيس لهذه الجمعية للسنوات 1975-1978. في تلك الجمعية الفلسفية، كان نصر يتعاون مع الدكتور ويليام شيتيك والدكتورة ساتشيكو موراتا والأستاذ توشيهكو إيزوتسو والعلّامتين الطباطبائي والآشتياني في العديد من المشروعات.
في عام 1978، اضطرّ الدكتور نصر أن يقبل منصبًا ثقافيًا في ديوان الملكة فرح ديبا زوجة الشاه ليلعب دورًا في التهدئة.كان نصر يتمنی أن يحدث الاتفاق بين المعارضة والحكومة لكي لا تقع إيران في أيدي الماركسيين أو المتشددين. يبرر نصر إدارته لمكتب الملكة في تلك الأيام، أثناء الثورة الإيرانية، بقوله: "البلاد كانت تمرّ بظروف خاصة، وتصديت لهذه الوظيفة بشروط خاصة. كنت أشعر أنا الشخص الوحيد المؤهل للقيام بوساطة بين الشاه وآية الله الخميني، من أجل تشكيل حكومة سلطنة إسلامية، يكون للعلماء فيها دور في بيان رأيهم، مع الاحتفاظ بالنظام الملكي للبلاد."
وعندما حدثت الثورة الإيرانية في عام 1979، كان الدكتور نصر في طوكيو لحضور مؤتمر دولي. فسمع – وهو في اليابان – أنَّ الثورة قد اندلعت وأنَّ الثوريين أحرقوا مكتبته في طهران ونهبوا منزله وصادروا أمواله. لذلك، قرر الدكتور نصر الهجرة ثانية إلی الولايات المتحدة. وكما جاء في سيرته الذاتية: "لم يكن معي، في ذلك الحين، إلا زوجتي وحقيبة سفري. فتذكرت قول إمام الحكمة أفلاطون الذي قال: ليست الفلسفة إلا ممارسة الموت في الحياة"

### حياته في الولايات المتحدة
تعذرت علی حسين نصر العودته إلی بلاده، بعد انتصار الثورة الإيرانية في عام 1979. فبدأ نصر حياته الاقتصادية من الصفر في الولايات المتحدة وقام بتأمين وظيفة بالجامعة ليكد علی نفسه وعائلته. وحتی الآن، يعمل الأستاذ نصر في قسم الدراسات الإسلامية في جامعة جورج واشنطن في الولايات المتحدة. يعمل نصر أستاذًا جامعيًا وباحثًا علميًا، ويهتمّ بحضور المؤتمرات والندوات والحلقات النقاشية في مختلف أنحاء العالم. يمتلك نصر شبكة واسعة من العلاقات بالجامعات ومراکز البحث العلمي والمؤسسات، والمرجعيات الدينية.

## نماذج من فلسفته
يمکن تلخيص رؤية وافکار السيد حسين نصر في المحاور التالية:
• الدين والطبيعة: البشر في تاريخه الطويل تعايش مع الطبيعة فاستخدمها لمصالحه ولم يحاول تدميرها واستنفاد طاقاتها وثرواتها فالطبيعة کانت تمثل له مخلوق الهي قدمها الله للبشر فکان ينظر لها نظرة قدسية وکان يعتبر نفسه جزءا من هذه الطبيعة التي يعيش فيها ومعها ولکن العلم الحديث جعل من الطبيعة کائنا ميتا منفصلا عن البشر فحاول تسخيرها والهيمنة الکاملة عليها واستخراج کل ثرواتها بل تدميرها وفناءها کما نشاهد الآن انقراض عدد کبير من اصناف الحيوانات والنباتات وحرق وقلع مساحات کبيرة من الغابات وغير ذلک مما سبب أزمات بيئية خطيرة علی الحياة البشرية فهناک - إذن - حاجة ماسة لرؤية دينية تجاه الطبيعة للحفاظ عليها بوصفها امانة من الله بايدينا.
• العلم المقدس: النظرة العلمانية للحياة قلعت الجذور الروحية للحياة البشرية فجعلت الإنسان يعيش في فراغ روحي يعاني منه في شتی أنحاء الحياة الفردية والاجتماعية والتي سببت حروبا عالمية کبيرة لا نجد لها نظيرا في العالم القديم. العلوم الطبيعية تاثرت بهذه النظرة العلمانية وهي بحاجة الی مدها بطاقة روحية تجعلها مواءمة للنظرة الشاملة للحياة والحاجة للعلوم الطبيعية يجب أن تکون متناسقة مع سائر حاجيات البشر فهنا تأتي الضرورة للعلم المقدس فالعلوم الطبيعية يجب أن تبتني علی اسس معرفية وفلسفية جديدة تجعلها غير مناهضة للرؤية الروحية تجاه الکون والحياة والإنسان.
• الوحي والتراث الإسلامي: يقصد السيد حسين نصر من التراث کل المکونات التي تجذرت من الوحي المحمدي وانتشرت عبر التاريخ والحضارة الإسلامية فالوحي عندما بدأ بالهبوط من السماء لم يتوقف بل استمر بعد النبي محمد عبر تجلياته وتطبيقاته في الحياة البشرية من فن وفلسفة وعرفان ولاهوت وغير ذلک فالوحي هو کائن حي متصل بالسماء وينبوع للحاجة الروحية للإنسان في کل العصور، ويمكن تشبيهه بشجرة جذورها ممتدة في اعماق الأرض وفروعها وغصونها واوراقها تتجه شرقا وغربا وشمالا وجنوبا. القرآن والسنة - بوصفهما وصفتان متکاملتان للوحي الإسلامي - يشکلان مصدراً غنياً ومتنوعاً لمجموعة واسعة من الافکار والتقاليد والطقوس والفنون التي ظهرت في امتداد الحضارة الإسلامية.
فالوحي لا يشکل وصفة محددة ضيقة للحياة تفرض علينا طريقة واحدة لممارسة الحياة الفردية والاجتماعية بل هو مصدر شامل يحدد الاتجاهات الرئيسية للحياة ويتناسب مع مجموعة متنوعة من الممارسات الدينية المعمول بها في أنحاء العالم الإسلامي من المحيط الأطلسي الی جنوب شرق آسيا فمثلا الحجاب القرآني يشمل التقاليد المختلفة في هذه البلدان ولا يعني نوع خاص من الملبس يجب أن يطبق علی جميع النساء في کل الثقافات المتنوعة الإسلامية والغاء کل الخصوصيات الثقافية للشعوب الإسلامية.
هذه النظرة الشمولية للوحي ليس معناها الحکم بصحة کل النظريات والافکار والرؤی التي ظهرت في تاريخ الحضارة الإسلامية بل التاکيد علی الاصل الوحياني للتراث وضرورة نقد التراث علی أساس بنيته الداخلية خلافا لما يفعله الحداثويون من نقد علماني للتراث والوحي.
• الوحدة المتعالية للأديان: يقصد نصر بتعددية دينية بالمعنی الميتافيزيقي، أي أن هناك مبدأ إلهيًا واحدًا يتجلی بمظاهر متنوعة، في لغات متعددة، في أشكال كثيرة؛ والحقيقة الإلهية المطلقة هي القاسم المشترك بينها جميعًا. يوضح هذا المضمون بمثال يشبّه فيه الحقيقة بجبل، وأتباع الأديان والمذاهب المختلفة بمتسلقي جبال، فهم طالما مكثوا علی سطح الأرض كانوا متباعدين عن بعضهم؛ وربّما بمسافات كبيرة جدًّا. لكنهم إذا قصدوا صعود الجبل والوصول إلی القمة، وتحركوا باتجاه الجبل، فلا مراء في أنّهم كلّما ارتفعوا عن سطح الأرض أكثر واقتربوا إلی القمة، كلما تقلصت المسافات الفاصلة بينهم؛ وإذا ما وصلوا إلی القمة، سيجدون أنفسهم بجوار بعضهم. عامة المؤمنين والمتدينين بالأديان المختلفة يقفون علی ارتفاعات شتّی من سطح الأرض، ولأنّ طريقهم إلی القمة لا يزال طويلًا، لذلك تفصل بينهم مسافات تطول أو تقصر. عرفاء الأديان يتربعون علی القمة، أي أنهم يعيشون مقام العلم المباشر الشهودي بحقيقة الحقائق، ولهذا فهم بجوار بعضهم. بعبارة أخری، يعتقد نصر بأنّ الأديان تقترب من بعضها في الله، وتتباعد عن بعضها فيما دون الله. وحدة الأديان تتحقق فقط علی مستوی الأمر المتعالي، أي الله. ولهذا تسمّی هذه النظرية بأنّها «وحدة المتعالية للأديان».
• مناهضة الحداثة: رأی حسين نصر في العصر الحاضر «جاهلية جديدة، يجب أن تحطّم فيها أصنام المدارس الباطلة»؛ وظهرت لديه مراجعات نقدية موسعة تتخلص في: أن الحداثة تتوكأ علی المشاهدة والاختبار والتجريب؛ كما ءنّها لا تعير أهمية إلا للعقل الأداتي الجزئي الاستدلالي، الذي لا شأن له سوی الاستدلال طبق قواعد المنطق الصوري. الأهلية الوحيدة لهذا العقل هي أن يصبّ القضايا المتأتية عن المشاهدة والاختبار والتجربة الحسية الظاهرية في قوالب الاستدلالات المنطقية المنتجة، ويقدم نتائج جديدة. تتخذ الحداثة فيما يتصل بوجود الله، موقف الإنكار أو اللادرية علی الأقل. مركزية الإنسان، بمعنی أن خدمة الإنسان تمثل الهدف الأول والوحيد للحداثة ويحتل الإنسان مكانة الله. ونتيجة الحداثة تفشّت النزعة الفردية، أي أنّ كل همّها يتجسد في صيانة حقوق الفرد وضمان استقلاله. لا يكف حسين نصر علی التنديد بالحداثة الغربية وهجاء مكاسبها. الإلحاح علی أن الشرق هو رمز النور والعقل والمعنوية؛ والغرب مثال الظلام والانحطاط والمادية، وأن الإنسان الحديث صنع لنفسه عالمًا خاصًا بيده، هو عالم نسيان الله، والتمرد علی الله، وتفريغ المعرفة من مضمونها المقدس، وتغييب الله مقابل التشديد علی مركزية الإنسان، وطغيان النزعة الفردية، وانهيار هوية العائلة، والتضحية بمسؤولية الإنسان حيال الله لصالح حقوق الإنسان، وتدمير الطبيعة. وخلص نصر إلی أن خير العالم الجديد عَرَضي، وشرّه ذاتي؛ أمّا خير عالم الماضي فهو ذاتي، وشرّه عرضي.

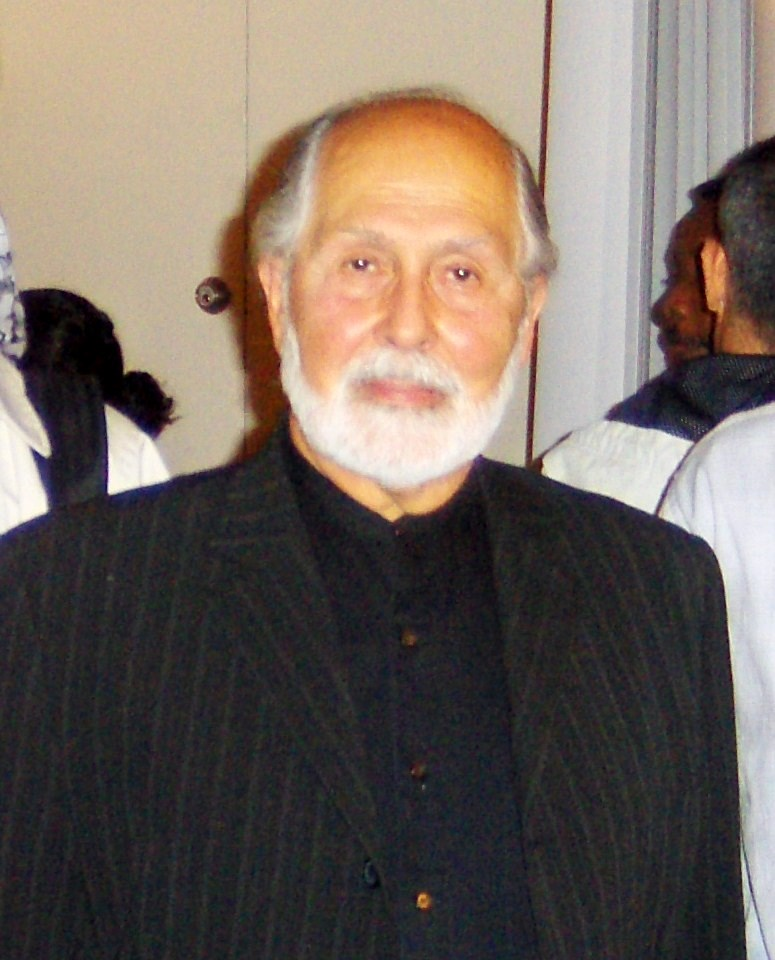
الدكتور نصر في معهد ماساتشوستس للتقنية 1 أكتوبر 2007 م.

هناک أيضا آراء مهمة لنصر في مجال الفن والسياسة واللاهوت اختصرناها في هذه النظرة السريعة کما ان هناک ملاحظات ومناقشات علمية جادة من معارضي هذا التيار بکلا شقيه السلفية والحداثوي.

## مؤلفاته
- الإسلام في العالم المعاصر
- الإسلام ومحنة الإنسان المعاصر
- الإسلام: أهدافه وحقائقه (مترجم للعربية)
- مقدمة إلی العقائد الكونية الإسلامية (مترجم للعربية)
- المعرفة والقدوسية
- البحث عن القدّوس: حديث مع رامين جهانبگلو
- الحياة والفكر الإسلامي
- الفنّ الإسلامي والروحانية
- مقالات صوفية
- صدرالدين الشيرازي والحكمة المتعالية
- دليل الشباب المسلم في العالم الحديث (مترجم للعربية)
- ضرورة العلم القدسي
- الإسلام الحنيف في العالم الحديث
- الإنسان والطبيعة (مترجم للعربية)
- الفكر العقلاني الإسلامي في بلاد فارس
- حديقة الحقيقة: التصوف ومنهاجه
- الصوفية: بين الأمس واليوم (مترجم للعربية)
- ثلاثة حكماء مسلمين: ابن سينا، السهروردي وابن عربي (مترجم إلی العربية)
- العلم والحضارة في الإسلام
- دراسة في العلوم الإسلامية
- الدين والنظام الطبيعي
- محمّد (صلّی الله عليه وآله وسلم): الإنسان الرّباني
- قلب الإسلام: قيم خالدة من أجل الإنسانية (مترجم للعربية)
- الفلسفة الإسلامية من أصلها إلی عصر الحاضر
- قصائد الطريق (يحتوي علی أشعار الدكتور نصر باللغتين الفارسية والإنجليزية)
- حكمة جلال‌ الدين الرومي
- الإسلام، العلم، تكنولوجيا والمسلمين
- قرآن الدراسة